# قرار مجلس الأمن التابع للأمم المتحدة رقم 655
قرار مجلس الأمن التابع للأمم المتحدة رقم 655، الذي تم تبنيه بالإجماع في 31 مايو 1990، بعد النظر في تقرير الأمين العام بشأن قوة الأمم المتحدة لمراقبة فض الاشتباك، أشار المجلس إلى جهودها لإحلال سلام دائم وعادل في الشرق الأوسط.
دعا المجلس الأطراف المعنية إلى التنفيذ الفوري للقرار 338 (1973)، وجدد ولاية قوة المراقبة لمدة ستة أشهر أخرى حتى 30 نوفمبر 1990، وطلب من الأمين العام تقديم تقرير عن الوضع في نهاية تلك الفترة.